# كارل لودفيغ بوغ
كارل لودفيغ بوغ هو موظف مدني نرويجي، ولد في 7 أبريل 1902، وتوفي في 29 يناير 1981.